# Комптон, Джеймс, 3-й граф Нортгемптон
Джеймс Комптон (англ. James Compton; 19 августа 1622 — 15 декабря 1681) — английский аристократ, 3-й граф Нортгемптон и 4-й барон Комптон с 1643 года. Во время гражданской войны командовал кавалерией в королевской армии. Вернулся в политику после Реставрации Стюартов.

## Биография
Джеймс Комптон принадлежал к старинному роду, представители которого владели землями в Уорикшире и Нортгемптоншире. Он родился 19 августа 1622 года и стал старшим из шести сыновей сэра Спенсера Комптона от его брака с Мэри Бомонт. В 1626 году сэр Спенсер получил титул барона Комптона, а в 1630, после смерти отца, — титул 2-го графа Нортгемптона. Джеймс стал наследником этих титулов и обширных семейных владений.
В 1633 году Комптон поступил в Итонский колледж, в 1637 — в Колледж королевы в Кембридже. В 1640 году он находился в Нидерландах (либо в образовательном путешествии, либо на военной службе), и отец отозвал его, чтобы сделать депутатом Палаты общин как рыцаря от Уорикшира. Это был созыв, прозванный впоследствии «Долгим парламентом». Вместе с отцом и братьями Джеймс поддержал короля Карла I в его конфликте с парламентом. В 1641 году он голосовал против смертного приговора графу Страффорду, в 1642 выполнял роль посланника короля в его переговорах с Палатой общин и сражался с «круглоголовыми» в составе отцовского кавалерийского отряда. После битвы при Эджхилле (13 октября 1642) Комптона лишили депутатских полномочий. В сражении при Хоптон Хит 19 марта 1643 года сэр Спенсер погиб, и Джеймс унаследовал семейные владения и титулы. Карл I в благодарность за службу позволил несовершеннолетнему 3-му графу Нортгемптону вступить в наследственные права сразу, без полагавшейся в таких случаях королевской опеки.
Комптон сражался при Кропреди-Бридж (июнь 1644), при Банбери (октябрь 1644), при Ислипе (апрель 1645), при Нейзби (июнь 1645), где королевская армия потерпела окончательное поражение. Во главе отряда в 1500 всадников он отступил в Уэльс, а в феврале 1646 года, когда гражданская война практически закончилась, был вынужден сдаться. Парламент наложил на графа громадный штраф в 21 455 фунтов стерлингов. Благодаря апелляции эта сумма уменьшилась в полтора раза, но общие материальные потери Комптона из-за революции составили, по его словам, 50 тысяч фунтов.
Во времена Республики граф оставался в Англии, в своих владениях. Его несколько раз арестовывали из-за подозрений в причастности к заговорам роялистов, но каждый раз выпускали на свободу. Свой досуг Комптон посвящал литературным занятиям: он переводил с латыни («Агамемнон» и «Геркулес в безумье» Сенеки), с итальянского («Мандрагора» Никколо Макьявелли), с французского (три сцены из «Дона Санчо Арагонского» Пьера Корнеля), писал оригинальные произведения. В числе последних трагедии о Мариамне, о Каракалле, о царе Кипра Леонтии, наброски к пьесе о Страффорде, две неоконченные поэтические сатиры. 
После Реставрации граф вернулся в политику. Он занял своё место в восстановленной Палате лордов и пост лорда-лейтенанта Уорикшира (1660), стал членом Королевского общества (1663), членом Тайного совета (1673), лодом-констеблем Тауэра (1675). Комптон умер в 1681 году в своём замке Эшби.

## Семья
5 июля 1647 года граф женился на Изабелле Сэквилл, дочери Ричарда Сэквилла, 3-го графа Дорсета, и Энн Клиффорд. В этом браке родились шестеро детей, из которых до взрослых лет дожила только дочь Алетейя (1661—1678), жена Эдуарда Хангерфорда.
До 1664 года Комптон женился во второй раз — на Мэри Ноэль, дочери Батиста Ноэля, 3-го виконта Кэмпдена, и Эстер Уоттон. В этом браке родились:
- Джордж (1664—1727), 4-й граф Нортгемптон;
- Мэри (1669—1691), жена Чарльза Сэквилла, 6-го графа Дорсета;
- Спенсер (1674—1743), 1-й граф Уилмингтон[7].